# Saint-Rémy-sur-Durolle
Saint-Rémy-sur-Durolle ist eine französische Gemeinde im Département Puy-de-Dôme in der Region Auvergne-Rhône-Alpes. Sie gehört zum Arrondissement Thiers und zum Kanton Thiers (bis 2015: Kanton Saint-Rémy-sur-Durolle). Die Kommune hat 1.760 Einwohner (Stand: 1. Januar 2022), die Saint-Rémois genannt werden.

## Lage und Verkehr
Saint-Rémy-sur-Durolle liegt etwa 42 Kilometer ostnordöstlich von Clermont-Ferrand an der Durolle und am Rande der Berge des Forez. Umgeben wird Saint-Rémy-sur-Durolle von den Nachbargemeinden Saint-Victor-Montvianeix im Norden, Palladuc im Osten, La Monnerie-le-Montel im Süden und Südosten, Thiers im Süden und Westen sowie Paslières im Westen.
Am südlichen Rand verläuft die Autoroute A89.
Saint-Rémy-sur-Durolle ist heute Bestandteil des Regionalen Naturparks Livradois-Forez.

## Geschichte
1908 wurden Palladuc und 1932 La Monnerie-le-Montel aus der Gemeinde Saint-Rémy-sur-Durolle gelöst.

### Bevölkerungsentwicklung
| Jahr                       | 1962 | 1968 | 1975 | 1982 | 1990 | 1999 | 2006 | 2012 |
| Einwohner                  | 2071 | 2046 | 1988 | 2016 | 2033 | 1925 | 1774 | 1831 |
| Quellen: Cassini und INSEE |      |      |      |      |      |      |      |      |

## Sehenswürdigkeiten
- Gotische Kirche aus dem 15. Jahrhundert

## Weblinks

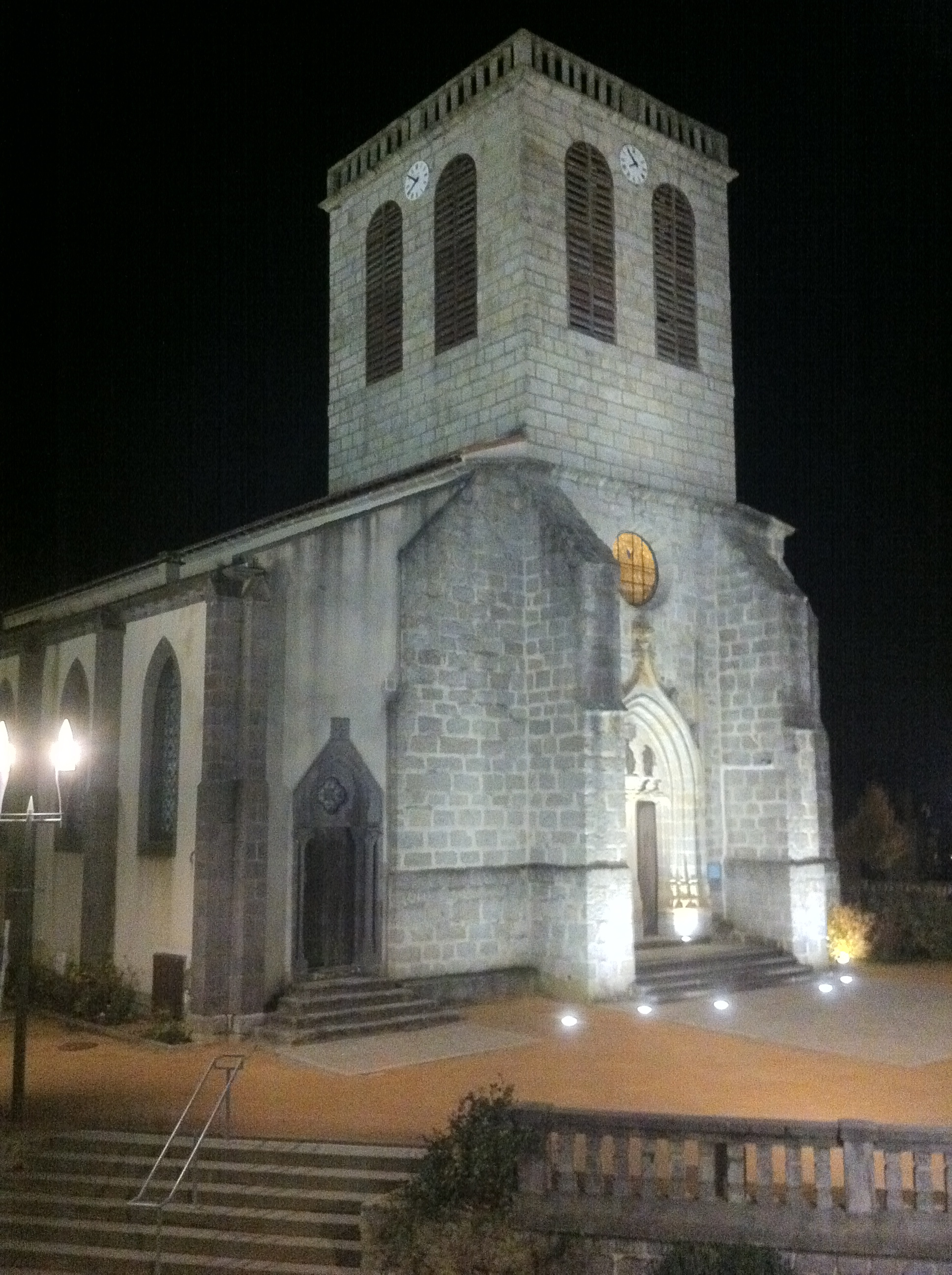
Kirche